# Campeonato Paraibano 2010
In 2010 werd het 100ste Campeonato Paraibano gespeeld voor voetbalclubs uit de Braziliaanse staat Paraíba. De competitie werd georganiseerd door de Federação Paraibana de Futebol en werd gespeeld van 24 januari tot 16 mei. Treze werd kampioen.

## Eerste fase
| Plaats | Club              | Wed. | W  | G | V  | Saldo | Ptn. |
| ------ | ----------------- | ---- | -- | - | -- | ----- | ---- |
| 1.     | Treze             | 18   | 12 | 5 | 1  | 35:13 | 41   |
| 2.     | Campinense        | 18   | 9  | 7 | 2  | 28:18 | 34   |
| 3.     | Botafogo          | 18   | 8  | 5 | 5  | 34:15 | 29   |
| 4.     | Sousa             | 18   | 8  | 5 | 5  | 31:22 | 29   |
| 5.     | Nacional de Patos | 18   | 7  | 6 | 5  | 29:23 | 27   |
| 6.     | Esporte           | 18   | 6  | 3 | 9  | 28:32 | 21   |
| 7.     | Desportiva        | 18   | 5  | 5 | 8  | 17:22 | 20   |
| 8.     | Auto Esporte      | 18   | 5  | 3 | 10 | 25:33 | 18   |
| 9.     | Atlético          | 18   | 3  | 6 | 9  | 20:33 | 15   |
| 10.    | Queimadense       | 18   | 4  | 1 | 13 | 13:49 | 13   |

|  | Geplaatst voor tweede fase |
|  | Degradatie                 |

## Tweede fase
| Plaats | Club       | Wed. | W | G | V | Saldo | Ptn. |
| ------ | ---------- | ---- | - | - | - | ----- | ---- |
| 1.     | Treze      | 6    | 4 | 1 | 1 | 12:4  | 13   |
| 2.     | Botafogo   | 6    | 3 | 2 | 1 | 10:6  | 11   |
| 3.     | Campinense | 6    | 2 | 1 | 3 | 6:10  | 7    |
| 4.     | Sousa      | 6    | 1 | 0 | 5 | 6:14  | 3    |

|  | Kampioen |

### Kampioen
| Campeonato Paraibano de 2010 |
| Paraiba                      |
| ---------------------------- |
| TREZE Kampioen (14° titel)   |